# Улень
Улень (в верховье Большой Улень) — река, правый приток реки Харатас, протекает по Усть-Абаканскому району Хакасии. Длина 58 км (с Большим Уленем), площадь бассейна 1100 км².
Образуется у подножья Батенёвского кряжа (высота 900—1000 м над ур. м.). Протекает по низкогорной территории через сосново-лиственничные и березовые леса. В среднем течении долина широкая, пойма заболочена. Горная река (падение 300 м, уклон 6 м/км). Имеет 6 лев. притоков (общей длиной более 120 км), 3 правых притока (общей длиной более 25 км) первого порядка.
На правом притоке — Табане — находится село Улень.

## Притоки
- 9 км: Иней лв
- 11 км: Хара лв
- 16 км: Табан пр
- 23 км: Куясы лв
- 28 км: Малый Улень пр
- 34 км: Алоколунг (Коскобальцы) лв
- 45 км: Чиспас (Чешбаш) лв

## Данные водного реестра
По данным государственного водного реестра России относится к Верхнеобскому бассейновому округу, водохозяйственный участок реки — Чулым от г. Ачинск до водомерного поста села Зырянское, речной подбассейн реки — Чулым. Речной бассейн реки — (Верхняя) Обь до впадения Иртыша.